# 作家大厦
作家大厦（孟加拉语：Mahakaran，英语：Writers' Building）是印度西孟加拉邦的政府大楼，位于该邦首府加尔各答。它起初是作为英国东印度公司文职人员的办公室，因此得名。设计师是托马斯·林恩，设计于1780年，新文艺复兴式样，有一个给人深刻印象的科林斯柱式正立面，1889年。主入口的顶上有大不列颠雕像。
这座建筑位于Lal Dighi 水池的北岸B.B.D.Bagh区域。大厦内设有西孟加拉邦政府的各种部门。这是一幢具有重大政治意义的建筑物，印度独立运动的纪念碑。